# Sloanea australis
Sloanea australis är en tvåhjärtbladig växtart. Sloanea australis ingår i släktet Sloanea och familjen Elaeocarpaceae.

## Underarter
Arten delas in i följande underarter:
- S. a. australis
- S. a. parviflora